# 43-й меридіан східної довготи
43-й меридіан східної довготи — лінія довготи, що лежить на 43 градусів східніше Гринвіцького меридіана. Вона проходить від Північного полюса через Північний Льодовитий океан, Європу, Азію, Африку, Індійський океан, Південний океан та Антарктиду до Південного полюса.
43-й меридіан східної довготи формує велике коло разом із 137-мим меридіаном західної довготи.

## Список географічних об'єктів, що перетинає 43° сх. д.
Починаючи на Північному полюсі та рухаючись до Південного полюса, 43-й меридіан східної довготи проходить через:
| Координати                                                 | Країна, територія або море | Примітки |
| ---------------------------------------------------------- | -------------------------- | --- |
| 90°0′ пн. ш. 43°0′ сх. д. / 90.000° пн. ш. 43.000° сх. д.  | Північний Льодовитий океан | |
| 80°32′ пн. ш. 43°0′ сх. д. / 80.533° пн. ш. 43.000° сх. д. | Баренцове море             | |
| 68°37′ пн. ш. 43°0′ сх. д. / 68.617° пн. ш. 43.000° сх. д. | Біле море                  | |
| 66°24′ пн. ш. 43°0′ сх. д. / 66.400° пн. ш. 43.000° сх. д. | Росія                      | |
| 43°6′ пн. ш. 43°0′ сх. д. / 43.100° пн. ш. 43.000° сх. д.  | Грузія                     | |
| 41°24′ пн. ш. 43°0′ сх. д. / 41.400° пн. ш. 43.000° сх. д. | Туреччина                  | Проходить через озеро Ван |
| 37°20′ пн. ш. 43°0′ сх. д. / 37.333° пн. ш. 43.000° сх. д. | Ірак                       | |
| 30°28′ пн. ш. 43°0′ сх. д. / 30.467° пн. ш. 43.000° сх. д. | Саудівська Аравія          | |
| 16°31′ пн. ш. 43°0′ сх. д. / 16.517° пн. ш. 43.000° сх. д. | Ємен                       | |
| 14°23′ пн. ш. 43°0′ сх. д. / 14.383° пн. ш. 43.000° сх. д. | Червоне море               | |
| 12°53′ пн. ш. 43°0′ сх. д. / 12.883° пн. ш. 43.000° сх. д. | Еритрея                    | |
| 12°39′ пн. ш. 43°0′ сх. д. / 12.650° пн. ш. 43.000° сх. д. | Джибуті                    | |
| 11°48′ пн. ш. 43°0′ сх. д. / 11.800° пн. ш. 43.000° сх. д. | Затока Таджура[en]         | |
| 11°35′ пн. ш. 43°0′ сх. д. / 11.583° пн. ш. 43.000° сх. д. | Джибуті                    | |
| 11°3′ пн. ш. 43°0′ сх. д. / 11.050° пн. ш. 43.000° сх. д.  | Сомалі                     | Проходить через Сомаліленд |
| 10°6′ пн. ш. 43°0′ сх. д. / 10.100° пн. ш. 43.000° сх. д.  | Ефіопія                    | |
| 4°27′ пн. ш. 43°0′ сх. д. / 4.450° пн. ш. 43.000° сх. д.   | Сомалі                     | |
| 0°7′ пн. ш. 43°0′ сх. д. / 0.117° пн. ш. 43.000° сх. д.    | Індійський океан           | Проходить західніше острова Великий Комор, Коморські Острови · Мозамбіцька протока — проходить східніше острова Жуан-ді-Нова, Французькі Південні і Антарктичні Території · Мозамбіцька протока — проходить західніше узбережжя Мадагаскару |
| 60°0′ пд. ш. 43°0′ сх. д. / 60.000° пд. ш. 43.000° сх. д.  | Південний океан            | |
| 68°4′ пд. ш. 43°0′ сх. д. / 68.067° пд. ш. 43.000° сх. д.  | Антарктида                 | Проходить через Землю Королеви Мод (претендує Норвегія) |